# Easy on Me
"Easy on Me" is een nummer van de Engelse zangeres Adele, dat uitgebracht werd als eerste single van haar vierde studioalbum, 30 (2021). De single werd uitgebracht op 15 oktober 2021 via Columbia Records, waarmee het de eerste release van Adele in bijna vijf jaar was. "Easy on Me" is geproduceerd door de Amerikaanse platenproducent Greg Kurstin, die het nummer ook samen met Adele schreef. De tekst van het lied, waarin thema's als nostalgie, spijt en vergeving tot uitdrukking komen, vertegenwoordigen Adele's pleidooi aan haar zoon, waarin ze haar worsteling met haar ontbonden huwelijk beschrijft en hem verzoekt vriendelijker te zijn.
Muziekcritici beoordeelden het nummer positief, met lof voor de aangrijpende teksten en emotionele zang, hoewel sommigen van mening waren dat het niet overeenkwam met de hoogten van haar vorige singles. 

## Videoclip
De bijbehorende videoclip voor "Easy on Me" werd gefilmd op 15-16 september 2021 in Quebec en werd geregisseerd door de Canadese filmmaker Xavier Dolan, die eerder met Adele had gewerkt aan de videoclip voor haar single "Hello" uit 2015. Het filmen vond plaats op de Chemin Jordan en het Domaine Dumont Chapelle Ste-Agnès in Sutton, een stad in het zuidwesten van Quebec. Adele gebruikte opnieuw hetzelfde huis dat gebruikt werd voor de clip van "Hello". De videoclip start in het zwart-wit en verschuift halverwege naar kleur, naarmate de beat van het nummer prominenter wordt.  Adele verlaat het huis en rijdt weg in een met meubels gevulde aanhangwagen, langs een bord "Verkocht" dat bij het pand is geplaatst.  Talloze pagina's met bladmuziek vliegen uit de achterruiten van de auto en verspreiden zich over de Canadese weg.

## Commerciële prestaties
Bij de release brak "Easy on Me" het record aller tijden voor het meest gestreamde nummer in één dag op Spotify met 24 miljoen wereldwijde streams, evenals het record voor het meest gestreamde nummer in een enkele week met 84,3 miljoen streams.  Het brak bovendien twee Amazon Music-records, de meeste first-day-streams wereldwijd en de meeste first-day Alexa-verzoeken voor elk nummer in de geschiedenis van het platform. In het Verenigd Koninkrijk brak het het record voor het meest gestreamde nummer op een dag, met meer dan 3,2 miljoen verdiende streams. 
In de Verenigde Staten brak "Easy on Me" het record voor het meest afgespeelde nummer in de Amerikaanse radiogeschiedenis.

## Awards en nominaties
| Jaar | Organisatie            | Award                     | Resultaat   |
| ---- | ---------------------- | ------------------------- | ----------- |
| 2021 | People's Choice Awards | The Song of 2021          | Genomineerd |
| 2021 | People's Choice Awards | The Music Video of 2021   | Genomineerd |
| 2022 | American Music Awards  | Favorite Pop Song         | Genomineerd |
| 2022 | American Music Awards  | Favorite Music Video      | Genomineerd |
| 2022 | Brit Awards            | Song of the Year          | Gewonnen    |
| 2022 | GAFFA Awards           | Foreign Song of the Year  | Gewonnen    |
| 2022 | Juno Awards            | Video of the Year         | Gewonnen    |
| 2022 | MTV Video Music Awards | Song of the Year          | Genomineerd |
| 2023 | Grammy Awards          | Record of the Year        | Genomineerd |
| 2023 | Grammy Awards          | Song of the Year          | Genomineerd |
| 2023 | Grammy Awards          | Best Pop Solo Performance | Gewonnen    |
| 2023 | Grammy Awards          | Best Music Video          | Genomineerd |

## Hitlijsten

### Nederlandse Top 40
| Hitnotering: 23-10-2021 t/m 19-02-2022 | Hitnotering: 23-10-2021 t/m 19-02-2022 | Hitnotering: 23-10-2021 t/m 19-02-2022 | Hitnotering: 23-10-2021 t/m 19-02-2022 | Hitnotering: 23-10-2021 t/m 19-02-2022 | Hitnotering: 23-10-2021 t/m 19-02-2022 | Hitnotering: 23-10-2021 t/m 19-02-2022 | Hitnotering: 23-10-2021 t/m 19-02-2022 | Hitnotering: 23-10-2021 t/m 19-02-2022 | Hitnotering: 23-10-2021 t/m 19-02-2022 | Hitnotering: 23-10-2021 t/m 19-02-2022 | Hitnotering: 23-10-2021 t/m 19-02-2022 | Hitnotering: 23-10-2021 t/m 19-02-2022 | Hitnotering: 23-10-2021 t/m 19-02-2022 | Hitnotering: 23-10-2021 t/m 19-02-2022 | Hitnotering: 23-10-2021 t/m 19-02-2022 | Hitnotering: 23-10-2021 t/m 19-02-2022 | Hitnotering: 23-10-2021 t/m 19-02-2022 | Hitnotering: 23-10-2021 t/m 19-02-2022 | Hitnotering: 23-10-2021 t/m 19-02-2022 |
| Week:                                  | 1                                      | 2                                      | 3                                      | 4                                      | 5                                      | 6                                      | 7                                      | 8                                      | 9                                      | 10                                     | 11                                     | 12                                     | 13                                     | 14                                     | 15                                     | 16                                     | 17                                     | 18                                     |                                        |
| -------------------------------------- | -------------------------------------- | -------------------------------------- | -------------------------------------- | -------------------------------------- | -------------------------------------- | -------------------------------------- | -------------------------------------- | -------------------------------------- | -------------------------------------- | -------------------------------------- | -------------------------------------- | -------------------------------------- | -------------------------------------- | -------------------------------------- | -------------------------------------- | -------------------------------------- | -------------------------------------- | -------------------------------------- | -------------------------------------- |
| Positie:                               | 1                                      | 1                                      | 1                                      | 1                                      | 1                                      | 1                                      | 1                                      | 1                                      | 1                                      | 4                                      | 3                                      | 3                                      | 5                                      | 5                                      | 11                                     | 22                                     | 27                                     | 39                                     | uit                                    |

### NederlandseSingle Top 100
| Hitnotering (week 1 t/m 30): 23-10-2021 t/m 14-05-2022 Hitnotering (week 31): 04-06-2022 | Hitnotering (week 1 t/m 30): 23-10-2021 t/m 14-05-2022 Hitnotering (week 31): 04-06-2022 | Hitnotering (week 1 t/m 30): 23-10-2021 t/m 14-05-2022 Hitnotering (week 31): 04-06-2022 | Hitnotering (week 1 t/m 30): 23-10-2021 t/m 14-05-2022 Hitnotering (week 31): 04-06-2022 | Hitnotering (week 1 t/m 30): 23-10-2021 t/m 14-05-2022 Hitnotering (week 31): 04-06-2022 | Hitnotering (week 1 t/m 30): 23-10-2021 t/m 14-05-2022 Hitnotering (week 31): 04-06-2022 | Hitnotering (week 1 t/m 30): 23-10-2021 t/m 14-05-2022 Hitnotering (week 31): 04-06-2022 | Hitnotering (week 1 t/m 30): 23-10-2021 t/m 14-05-2022 Hitnotering (week 31): 04-06-2022 | Hitnotering (week 1 t/m 30): 23-10-2021 t/m 14-05-2022 Hitnotering (week 31): 04-06-2022 | Hitnotering (week 1 t/m 30): 23-10-2021 t/m 14-05-2022 Hitnotering (week 31): 04-06-2022 | Hitnotering (week 1 t/m 30): 23-10-2021 t/m 14-05-2022 Hitnotering (week 31): 04-06-2022 | Hitnotering (week 1 t/m 30): 23-10-2021 t/m 14-05-2022 Hitnotering (week 31): 04-06-2022 | Hitnotering (week 1 t/m 30): 23-10-2021 t/m 14-05-2022 Hitnotering (week 31): 04-06-2022 | Hitnotering (week 1 t/m 30): 23-10-2021 t/m 14-05-2022 Hitnotering (week 31): 04-06-2022 | Hitnotering (week 1 t/m 30): 23-10-2021 t/m 14-05-2022 Hitnotering (week 31): 04-06-2022 | Hitnotering (week 1 t/m 30): 23-10-2021 t/m 14-05-2022 Hitnotering (week 31): 04-06-2022 | Hitnotering (week 1 t/m 30): 23-10-2021 t/m 14-05-2022 Hitnotering (week 31): 04-06-2022 | Hitnotering (week 1 t/m 30): 23-10-2021 t/m 14-05-2022 Hitnotering (week 31): 04-06-2022 |
| Week:                                                                                    | 1                                                                                        | 2                                                                                        | 3                                                                                        | 4                                                                                        | 5                                                                                        | 6                                                                                        | 7                                                                                        | 8                                                                                        | 9                                                                                        | 10                                                                                       | 11                                                                                       | 12                                                                                       | 13                                                                                       | 14                                                                                       | 15                                                                                       | 16                                                                                       | 17                                                                                       |
| ---------------------------------------------------------------------------------------- | ---------------------------------------------------------------------------------------- | ---------------------------------------------------------------------------------------- | ---------------------------------------------------------------------------------------- | ---------------------------------------------------------------------------------------- | ---------------------------------------------------------------------------------------- | ---------------------------------------------------------------------------------------- | ---------------------------------------------------------------------------------------- | ---------------------------------------------------------------------------------------- | ---------------------------------------------------------------------------------------- | ---------------------------------------------------------------------------------------- | ---------------------------------------------------------------------------------------- | ---------------------------------------------------------------------------------------- | ---------------------------------------------------------------------------------------- | ---------------------------------------------------------------------------------------- | ---------------------------------------------------------------------------------------- | ---------------------------------------------------------------------------------------- | ---------------------------------------------------------------------------------------- |
| Positie:                                                                                 | 1                                                                                        | 1                                                                                        | 2                                                                                        | 3                                                                                        | 3                                                                                        | 1                                                                                        | 1                                                                                        | 2                                                                                        | 6                                                                                        | 7                                                                                        | 22                                                                                       | 6                                                                                        | 6                                                                                        | 7                                                                                        | 11                                                                                       | 15                                                                                       | 15                                                                                       |
| Week:                                                                                    | 18                                                                                       | 19                                                                                       | 20                                                                                       | 21                                                                                       | 22                                                                                       | 23                                                                                       | 24                                                                                       | 25                                                                                       | 26                                                                                       | 27                                                                                       | 28                                                                                       | 29                                                                                       | 30                                                                                       |                                                                                          | 31                                                                                       |                                                                                          |                                                                                          |
| Positie:                                                                                 | 19                                                                                       | 19                                                                                       | 29                                                                                       | 38                                                                                       | 47                                                                                       | 58                                                                                       | 67                                                                                       | 62                                                                                       | 68                                                                                       | 78                                                                                       | 78                                                                                       | 79                                                                                       | 95                                                                                       | uit                                                                                      | 95                                                                                       | uit                                                                                      |                                                                                          |

### VlaamseUltratop 50
| Hitnotering: 23-10-2021 t/m 07-05-2022 | Hitnotering: 23-10-2021 t/m 07-05-2022 | Hitnotering: 23-10-2021 t/m 07-05-2022 | Hitnotering: 23-10-2021 t/m 07-05-2022 | Hitnotering: 23-10-2021 t/m 07-05-2022 | Hitnotering: 23-10-2021 t/m 07-05-2022 | Hitnotering: 23-10-2021 t/m 07-05-2022 | Hitnotering: 23-10-2021 t/m 07-05-2022 | Hitnotering: 23-10-2021 t/m 07-05-2022 | Hitnotering: 23-10-2021 t/m 07-05-2022 | Hitnotering: 23-10-2021 t/m 07-05-2022 | Hitnotering: 23-10-2021 t/m 07-05-2022 | Hitnotering: 23-10-2021 t/m 07-05-2022 | Hitnotering: 23-10-2021 t/m 07-05-2022 | Hitnotering: 23-10-2021 t/m 07-05-2022 | Hitnotering: 23-10-2021 t/m 07-05-2022 |
| Week:                                  | 1                                      | 2                                      | 3                                      | 4                                      | 5                                      | 6                                      | 7                                      | 8                                      | 9                                      | 10                                     | 11                                     | 12                                     | 13                                     | 14                                     | 15                                     |
| -------------------------------------- | -------------------------------------- | -------------------------------------- | -------------------------------------- | -------------------------------------- | -------------------------------------- | -------------------------------------- | -------------------------------------- | -------------------------------------- | -------------------------------------- | -------------------------------------- | -------------------------------------- | -------------------------------------- | -------------------------------------- | -------------------------------------- | -------------------------------------- |
| Positie:                               | 1                                      | 1                                      | 1                                      | 1                                      | 1                                      | 1                                      | 1                                      | 1                                      | 1                                      | 2                                      | 3                                      | 1                                      | 1                                      | 6                                      | 13                                     |
| Week:                                  | 16                                     | 17                                     | 18                                     | 19                                     | 20                                     | 21                                     | 22                                     | 23                                     | 24                                     | 25                                     | 26                                     | 27                                     | 28                                     | 29                                     |                                        |
| Positie:                               | 9                                      | 16                                     | 8                                      | 14                                     | 14                                     | 15                                     | 29                                     | 29                                     | 49                                     | 41                                     | 44                                     | 43                                     | 43                                     | 40                                     | uit                                    |

### NPO Radio 2 Top 2000
| Nummer met noteringen in de NPO Radio 2 Top 2000 | '21 | '22 | '23 | '24 |
| ------------------------------------------------ | --- | --- | --- | --- |
| Easy on Me                                       | 457 | 428 | 602 | 608 |

1. ↑  Een vetgedrukt getal geeft de hoogste notering aan.
2. ↑  2021 was het eerste jaar met een notering voor dit nummer.